# Enbridge
Enbridge Inc. er en canadisk multinational pipeline transportvirksomhed med hovedkvarter i Calgary, Alberta. De ejer og driver pipelines i Canada og USA, som benyttes til transport af olie og gas. Deres råolie transportsystem består af 27.500 km rørledning. Deres naturgastransportsystem består af 38.300 km rørledning.
Enbridge investerer også i vedvarende energiprojekter i Nordamerika og Europa.